# 쑨야난
쑨야난(중국어 간체자: 孙亚楠, 정체자: 孫亞楠, 병음: Sūn Yànán, 한자음: 손아남, 1992년 9월 15일~)은 중화인민공화국의 레슬링 선수이다. 2016년 하계 올림픽에서 여자 자유형 플라이급 동메달을 획득했으며 2020년 하계 올림픽에서 여자 자유형 플라이급 은메달을 획득했다.